# Assiniboine (volk)

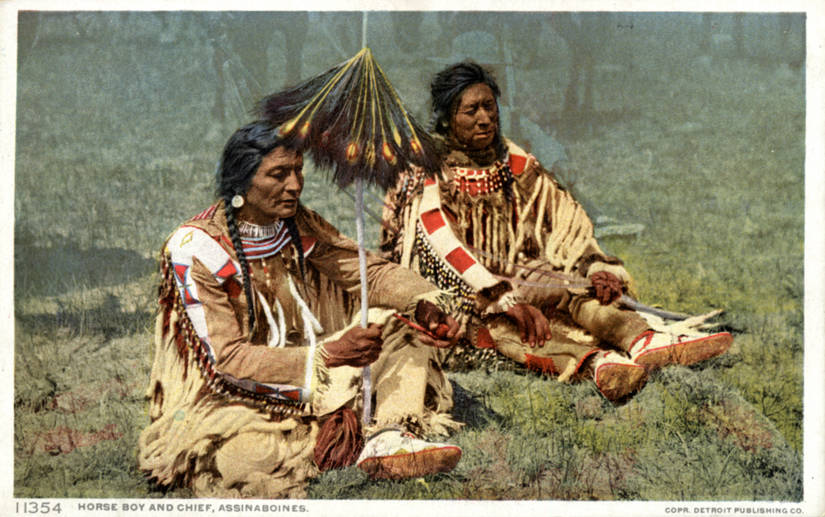
Assinaboines

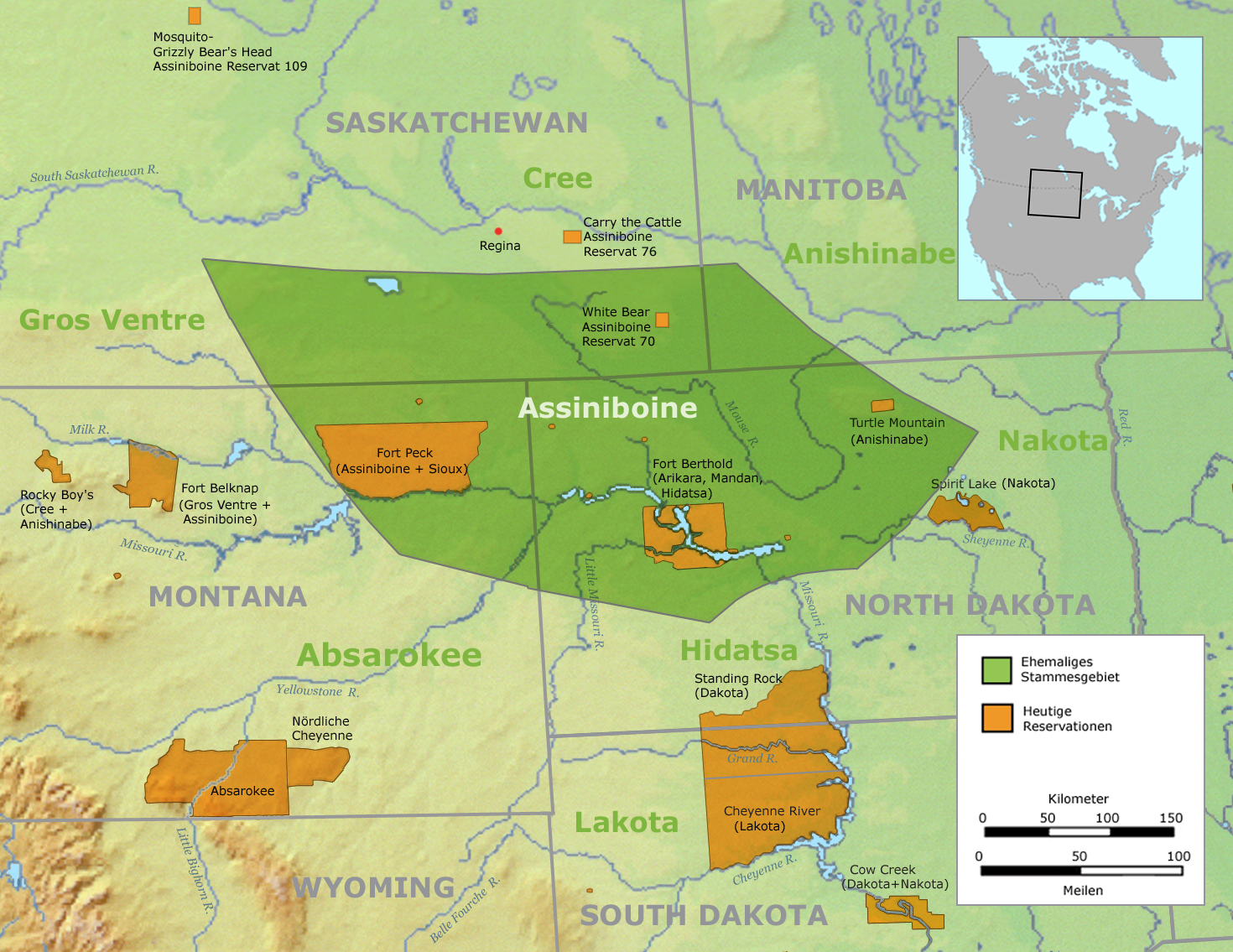
Gebied van de Assiniboine

De Assiniboine, Assiniboin of Hohe (endoniem: Nakota, Nakoda of Nakona) zijn een indiaans volk dat in het noorden van de Great Plains leeft. Tegenwoordig wonen ze voornamelijk in de Canadese provincie Saskatchewan. Cultureel gezien behoren de Assiniboine tot de prairie-indianen. Hun oorspronkelijke taal is Assiniboine, een taal van de Siouxtaalfamilie. 
De voorouders van de Assiniboine behoorden tot de Sioux, van wie ze zich omstreeks 1600 afsplitsten. Ze sloten zich aan bij de Iron Confederacy, een verbond van indiaanse volken in de noordelijke Great Plains die een belangrijke rol speelden in de bonthandel. De Assiniboine leven tegenwoordig verspreid over diverse reservaten, die ze vaak delen met andere indiaanse volken.